# Saint-Denis-des-Murs
 Saint-Denis-des-Murs  (en occitano Sent Deunis) es una población y comuna francesa, situada en la región de Lemosín, departamento de Alto Vienne, en el distrito de Limoges y cantón de Saint-Léonard-de-Noblat.

## Demografía
| 718 | 635 | 549 | 512 | 486 | 449 | 507 |
| Para los censos de 1962 a 1999 la población legal corresponde a la población sin duplicidades (Fuente: INSEE [Consultar]) |     |     |     |     |     |     |